# Флајшванген
Флајшванген (њем. Fleischwangen) општина је у њемачкој савезној држави Баден-Виртемберг. Једно је од 39 општинских средишта округа Равенсбург. Према процјени из 2010. у општини је живјело 670 становника. Посједује регионалну шифру (AGS) 8436032.

## Географски и демографски подаци
Флајшванген се налази у савезној држави Баден-Виртемберг у округу Равенсбург. Општина се налази на надморској висини од 628 метара. Површина општине износи 5,8 km². У самом мјесту је, према процјени из 2010. године, живјело 670 становника. Просјечна густина становништва износи 116 становника/km².